# 婦人科悪性腫瘍化学療法研究機構
特定非営利活動法人 婦人科悪性腫瘍研究機構（ふじんかあくせいしゅようけんきゅうきこう）は、婦人科悪性腫瘍に対する最適な化学療法の確立を目的として、全国の主要な医療機関が参加している臨床試験グループ。平成14年3月12日に東京都知事より特定非営利活動法人（NPO）の認証を受けた。
英語名はJapanese Gynecologic Oncology Groupであり、一般には略称であるJGOGが用いられることが多い。

## 入会金および年会費
入会金 : 5,000円
年会費 : 5,000円